# ماجدة حمود
ماجدة حمود (من مواليد 15 تشرين الثاني/نوفمبر 1954 في العاصمة السوريّة دمشق) هي كاتبة وناقد وشاعرة سوريّة صدرت لها عددٌ من الكتب والروايات والدراسات النقديّة لعلَّ أبرزها «الأدب المقارن: مدخلات نظرية ونصوص ودراسات تطبيقية» عن منشورات جامعة دمشق عام 2001 كما صدر لها كتابٌ بعنوان «الكواكبي فارس النهضة والأدب» عن اتحاد الكتاب العرب في العاصمة السوريّة دمشق فضلًا عن كتاب «الخطاب القصصي النسوي: نماذج من سورية» عن دار الفكر في دمشق أيضًا و«جماليات المغامرة الروائية لدى غادة السمان» عن دار الطليعة في العاصمة اللبنانيّة بيروت والكثير من الدراسات الأدبية والنقدية الأخرى.

## الحياة المُبكّرة والتعليم
وُلدت ماجدة حمود في العاصمة السورية دمشق في الخامس عشر من تشرين الثاني/نوفمبر 1954 وترعرعت هناك. نالت الإجازة من قسم اللغة العربية في كلية الآداب بجامعة دمشق، كما حصلت على دبلومٍ من القسم الأدبي عام1979 من قسم اللغة العربية في كلية الآداب بجامعة دمشق أيضًا، ثمّ نالت شهادة الماجستير عام 1984 من قسم اللغة العربية في كلية الآداب بجامعة دمشق التي درست فيها ولم تُغادرها. كانت الرسالة التي نالت بها شهادة الماجستير بعنوان «الشخصية الفلسطينية في أعمال غسان كنفاني».
حصلت ماجدة حمود على شهادة الدكتوراه عام 1988 من قسم اللغة العربية في كلية الآداب بجامعة دمشق، وكانت رسالة الدكتوراه هذه المرة بعنوان «حركة النقد الفلسطيني في الشتات». عُيّنت مدرسةً عام 1988 في قسم اللغة العربية في كللية الآداب بجامعة دمشق التي قضت فيها معظم سنوات حياتها الدراسيّة. رُفعت ماجدة إلى درجة أستاذة مساعدة عام 1994، ثمّ رُفعت إلى درجة أستاذة جامعيّة عام 1999.

## المسيرة المهنيّة
نشرت ماجدة حمود كتابها «الخطاب القصصي النسوي» عن دار الفكر المعاصر عام 2002 في 248 صفحة، وهو كتابٌ بمثابة دراسة قدَّمت فيه ماجدة الخطاب القصصي النسوي السوري، وقد غطَّت نحو خمسين سنة من عمر إبداع المرأة السورية، فبدأت مع الرائدات منذ الخمسينات وانتهت إلى التسعينات، فتلمَّست كما تقول تطور إبداعها وأهم إنجازاتها. سلَّطت ماجدة في هذه الدراسة الضوء للمرة الأولى على القصّة القصيرة النسوية في سورية وعالجت فيها ظاهرة الحداثة. أولى المهام التي وضعتها الدراسة هي تلمّس خصوصية هذا الخطاب وجمالياته عبر خصوصية اللغة التي تُجسّد خصوصية المعاناة، كما تلمَّست ماجدة سقطاته للنهوض بمستوى الإبداع النسوي في سورية. نشرت أيضًا كتاب «صورة الآخر في التراث العربي» عن الدار العربية للعلوم ناشرون في 271 صفحة، ثمّ تعاقدت مع برنامج عالم المعرفة في الكويت فنشرت كتابًا بعنوان «عالم المعرفة #398: إشكالية الأنا والآخر - نماذج روائية عربية». طرحت حمود في هذا الكتاب قضية «إشكالية الأنا والاخر» التي أرَّقت الرواية العربية كما قالت، خاصة عقب أحداث سبتمبر 2001 وحيث أُلحقت ب الأنا تهمة الإرهاب، كما سعت الكاتبة إلى إبراز خطورة الإرهاب الفكري.
انتقلت ماجدة لعالم الرواية فنشرت في وقتٍ ما رواية «محجَّبة بين جناحي باريس» عن دار الحوار للنشر والتوزيع في 304 صفحة، وفيه تحدثت عن قضايا دينيّة وخصَّت بالذكر موضوع الحجاب كاشفةً عن التناقضات التي تعيشها البعض في الدول الإسلاميّة وحين العيش في الدول الغربيّة. عاودت ماجدة حمود الكتابة عن الأدب وركّزت هذه المرة على الأدب اللاتيني فنشرت كتابًا بمثابة دراسة أيضًا تحت عنوان «رحلة في جماليات رواية أمريكا اللاتينيّة» عن اتحاد الكتاب العرب في نحو 292 صفحة، وفيه سلَّطت الكاتبة السورية الضوء على روايات تنتمي إلى بلدان شتى من أمريكة اللاتينية، حيثُ لفتت النظر إلى جماليات هذه الرواية وإبداعها المدهش كما تصف، مركّزةً على جنس الرواية الأمريكية اللاتينية وعلى أكثر الأجناس الأدبية انتشارًا بسمات خاصة بها.
في كتابها «رواية الحب السماوي بين جبران خليل جبران ومي زيادة» الذي نُشر عن دار الأهالي للطباعة والنشر والتوزيع عام 1997 في نحو 111 صفحة، سردت ماجدة ملامح الحب السماوي الذي بزغت أنواره بين قلبي الأديبين جبران خليل جبران ومي زيادة وهو الحبّ الذي حاولت مي إخفائه بألف قناع – كما ذكرت ماجدة في صفحات الكتاب – واكتفت بالتلميح والمواربة والاهتمام بتفاصيل حياة جبران وصحته. ورد في هذا الكتاب حوارٌ حقيقي وموثّق بين مي وجبران كما أضافت ماجدة حواراً متخيلاً من أجل أن يستطيع القارئ تجسيد هذه العلاقة الفردية في التاريخ الأدبي كما ذكرت ماجدة. للكاتبة السوريّة كتابٌ آخرٌ في هذا المجال أيضًا بعنوان «جماليات المغامرة الروائية لدى غادة السمان» وهو كتابٌ صدر عن دار الطليعة للطباعة والنشر في وقتٍ ما من عام 2005. جاء الكتاب في نحو 183 صفحة، وفيه خصَّت ماجدة بالذكر الأديبة السوريّة غادة السمان والأعمال الإبداعيّة التي تشرتها على مدى أكثر من أربعين عامًات كانت حصيلته نحوًا من أربعين كتاباً، تتراوح ما بين الشعر، والقصص والنقد، وأدب الرحلات، والمقابلات الحوارية، والرواية. ترى ماجدة أنّ هذا الجهد الإبداعي شكَّل نوعًا من المغامرة الأدبية التي منحت صاحبتها – بنظر ماجدة حمود – صوتًا خاصًا ومتميزًا في مجال الأدب العربي المعاصر عمومًا، والرواية العربية الحديثة خصوصًا.
تتناولُ المؤلفة بالتأمل والتحليل، بالدرس والمقارنة، روايات غادة السمان الخمس ابتداءً من «بيروت 75» وانتهاءً بـ«سهرة تنكرية للموتى»، مشددة على وجود مشروع روائي لدى السمان، تُحاول العمل عليه والتفرغ له في جميع أعمالها الروائية، وساعية إلى تطوير هذا المشروع باستمرار وإغنائه. لقد صوّرت ماجدة مشروع غادة وقالت أنّ الحروب قتلتهُ وشوهته القيم الزائفة. للكاتبة أيضًا كتابُ «علاقة النقد بالابداع الأدبي» وهو الكتاب الذي صدر عن منشورات وزارة الثقاف في 256 صفحة، وتناولت فيه بنوعٍ من التفصيل تلك العلاقة الوثيقة بين الإبداع والنقد، مؤكّدة – في صفحات الكتاب –أنه لا يمكن أن إيجاد أدبٍ دون نقد كما لا يمكن أن إيجاد نقدٍ دون إبداع. ترى ماجدة حسب الدراسة التي قامت بها ولخَّصت نتائجها ومراحلها في هذا الكتاب أنه في أعماق كل مبدع يكمن ناقد، وإن لم يُمارس النقد على أدب غيره، إذ من المؤكّد – بحسبها دائمًا – أنه يمارس النقد على أدبه تصحيحًا وتشذيبًا وصقلًا دون أن يعي في كثير من الأحيان، أنه يمارس فعالية نقدية.

## آراء
ذكرت ماجدة حمود أنّ الرواية التي تُدهشها هي الرواية التي تقدم مغامرة العيش في حياة جديدة، تنبض بالحيوية والجمال، فتمنحها فرصة إضافة تجارب جديدة، لا يمكن للحياة الواقعية أن تقدمها. تدعمُ حمود الرواية التي تقومُ على التنوع والتعددية في وجهات النظر، والثقافة والبيئة وما إلى ذلك، إذ ترى أنّ التعددية تُتيح فرصة تقديم الصوت الخاص بالشخصية، فلا تكون بوقا لصوت المؤلف، وإنما تتمتع بحق المخالفة في الرأي وتبيان وجهة نظرها الخاصة، التي ليست بالضرورة وجهة نظر المؤلف.
تنتقدُ ماجدة حمود الرواية العربية في عددٍ من النقاط مقارنةً بالرواية الغربيّة مثلًا، إذ ترى ماجدة أنّ الأولى ينقصها منح الآخر المختلف (الذي لا يتبنَّى وجهة نظر الروائي) فرصة التعبير بحرية عن ذاته. تقول ماجدة أنَّ الرواية فن ديمقراطي بامتياز وبالتالي فهي تُسهم في التأسيس لنهضة فكرية، تقوم على احترام الآخر المختلف بالفكر، بالدين، بالمذهب وغير ذلك. تنتقدُ ماجدة الرواية العربية في كيف تقمعُ الآخر المختلف بحسبها، أو لا تتيح له فرصة التعبير، التي تمنحها لمن يمثل وجهة نظر المؤلف في الحياة.
تُركّز ماجدة حمود في نصوصها ودراساتها على الكاتب الفلسطيني غسان كنفاني وكانت قد ذكرت من قبل أنَّ سبب هذا التركيز يعودُ «لقضيّة استشهاده» ولأدبه، كما تُركّز على الروائيّة السورية غادة السمان وعن السبب تقول أنها تعرّفت على هذه الكاتبة أثناء دراستها «الخطاب القصصي النسوي: نماذج من سوري»، وعليه فقد ألَّفت كتابًا يقدم تجربتها الروائية بعنوان «المغامرة الروائية لدى غادة السمان».
تنتقدُ ماجدة حمود ما تصفهُ بأدب السرير مؤكّدة أنَّ الجسد بات لغة عصرنا في ظلّ إغفال الروح والجمال الذي يقاوم عوامل الزمن، كما تنتقدُ من تصفهم بالمبدعين العرب الذين يُريدون مخاطبة غرائز قرائهم ليضمنوا إقبالهم عليهم. تخشى الكاتبة السوريّة أن تتحول الرواية العربية إلى علب ليلية – بحسب قولها – لتُسهم في سلخ الإنسان العربي عن روحه وقضاياه. تُهاجم حمود أيضًا ما تصفهُ بأدب الاستهلاك يقبل عليها المراهقون، الذين يبحثون عن الإثارة لا عن الجمال والإدهاش.

## قائمة أعمالها
هذه قائمةٌ بأبرز أعمال الكاتبة والشاعرة السوريّة ماجدة حمود:
- النقد الأدبي الفلسطيني في الشتات عن دار كنعان، دمشق، ط1، 1992
- القلق وتمجيد الحياة بالمشاركة المؤسسة العربية للدراسات والنشر، بيروت، ط1، 1995
- الحب السماوي بين مي زيادة وجبران خليل جبران عن دار الأهالي، دمشق، ط1، 1997
- علاقة النقد بالإبداع الأدبي عن وزارة الثقافة، دمشق، ط1، 1997
- نقاد فلسطينيون في الشتات عن دار كوثا، دمشق، ط1، 1998
- مقاربات تطبيقية في الأدب المقارن عن اتحاد الكتاب العرب، دمشق، ط1، 2000
- الأدب المقارن: مدخلات نظرية ونصوص ودراسات تطبيقية بالمشاركة مع منشورات جامعة دمشق، ط1، 2001
- الكواكبي فارس النهضة والأدب عن اتحاد الكتاب العرب، دمشق، ط12001
- الخطاب القصصي النسوي: نماذج من سورية عن دار الفكر دمشق، ط1، 2002
- صور أدبية في الحضارة الإسلامية: دراسات في صورة الآخر عن المستشارية الإيرانية في دمشق، ط1، 2003
- جماليات المغامرة الروائية لدى غادة السمان عن دار الطليعة، بيروت، ط1، 2005
- جماليات الشخصية الفلسطينية لدى غسان كنفاني عن دار النمير، دمشق، 2005
- رحلة في جماليات رواية أمريكا اللاتينية
- اعتدال رافع وإبداع الوجع، دمشق، 2022

وهذه قائمةٌ بالرسائل الجامعية التي نُوقشت بإشراف ماجدة حمود:
- رسالة دكتوراه بعنوان البطل في الرواية الفلسطينية
- رسالة دكتوراه بعنوان دراسة نقدية تطبيقية للقصة القصيرة السورية
- رسالة ماجستير بعنوان "النقد الأدبي عند الرافعي